# Mercedes-Benz en Top Race
La historia de Mercedes-Benz dentro de la Top Race se encuentra muy emparentada con la historia de esa categoría argentina de automovilismo de velocidad. De hecho, las primeras unidades que conformaron el primitivo parque automotor de Top Race, en su mayoría eran de dicha marca alemana de automóviles. En lo deportivo, esta marca destacó sus bondades en distintas categorías internacionales, como ser el DTM alemán o hasta la mismísima Fórmula 1.
En la República Argentina, Mercedes-Benz está considerada como una de las marcas fundadoras de la categoría Top Race, siendo al mismo tiempo protagonista en las distintas etapas de evolución de esa categoría. Asimismo, sus participaciones tenían como condimento el traslado a la pista del duelo de marcas alemán, compitiendo justamente contra su gran rival BMW. 
En materia de modelos, la presencia de Mercedes-Benz abarcó casi todo el período de existencia de la categoría, siendo siempre el Mercedes-Benz Clase C en sus distintas generaciones, el coche elegido para representar a esta marca.
En cuanto a materia de títulos, la marca posee en total dos coronas en el Top Race, habiéndose obtenido la primera en el año 1998, por intermedio de Juan María Traverso, en el Top Race Original, mientras que la segunda fue obtenida en el TRV6 en la segunda mitad del año 2010, pero insólitamente fue confirmada al comienzo de la temporada 2011, cuando el piloto Agustín Canapino fue declarado vencedor del Torneo Clausura 2010 de Top Race, a bordo de su Mercedes-Benz Clase C y habiendo obtenido el récord de 5 victorias en 6 presentaciones.

## Historia
El Top Race fue creado en el año 1997 por la Asociación Corredores de Turismo Carretera, con el fin de prolongar la actividad automovilística hacia los fines de semana libres que quedaban entre las competencias que se realizaban entre el Turismo Carretera y el TC 2000, las dos máximas categorías de automovilismo de la Argentina. Inicialmente, el reglamento permitía la libre elección de automóviles, con preparación a conveniencia, lo que permitía ver mezclados en su primer año, modelos de diferentes segmentos de producción, como por ejemplo un Renault Clío contra un Honda Prelude. En el medio de toda esta variedad automovilística, varios pilotos se presentaron a competir con unidades Mercedes-Benz Clase C, siendo uno de los más destacados el múltiple campeón Juan María Traverso. Con el correr de los años, la categoría comenzó a adoptar el estilo impuesto en Europa por la Deutsche Tourenwagen Masters, siendo los modelos Mercedes-Benz los más representativos. Así fue que en el año 1998, Traverso le otorgaría a Mercedes-Benz su primer título en la categoría Top Race.
Durante los años siguientes, la categoría comenzó a experimentar una supremacía por parte de unidades BMW Serie 3 (máximo rival de Mercedes) y Chevrolet Vectra, viéndose reducida la participación de los Mercedes-Benz Clase C. La última gran actuación demostrada por este modelo, se dio en el año 2005, cuando al correrse la última temporada del Top Race Original, Gustavo Fontana alcanzaría el subcampeonato. Sin embargo, esto se sucedió ya que a pesar de haber terminado con el máximo puntaje, no había obtenido victoria alguna en ninguna carrera, requisito fundamental para la consagración hasta el día de hoy. El campeón de ese año, fue el piloto Claudio Kohler, justamente a bordo de un BMW.
Una vez finalizado y clausurado el Top Race Original en 2005, la categoría decidió tomar una decisión histórica, al sumar al patrón de homologación del TRV6 (categoría creada en 2005) a las denominadas marcas "históricas" del TR. Fue así que un año después de la creación del TRV6, se produjo el debut de Mercedes-Benz en la novel categoría, al mismo tiempo que su rival BMW. Pero el tiempo terminaría volcando la balanza a favor de la "Casa de Stuttgart", ya que al año siguiente y en los posteriores, sería la única de las dos que prevalecería.
Con el paso del tiempo, varios pilotos adoptarían esta marca como alternativa para el TRV6, llegando a producirse en el año 2007 un éxodo masivo de pilotos que competían con unidades Chevrolet Vectra, pasando a adquirir unidades Mercedes TRV6. Tal fue así, que en el año 2008 fue reducido el número de marcas a cuatro, de las cuales Mercedes-Benz mantuvo su lugar dentro del patrón de homologación, siendo confirmado junto a los modelos Ford Mondeo II, Peugeot 407 y Volkswagen Passat V.
Fue así que, prontamente, el número de unidades Clase C, alcanzaba aproximadamente el 50%, siendo un duro rival para el Ford Mondeo II, el modelo más exitoso de la categoría. Los triunfos de la marca comenzaban a asomarse, llegando finalmente a obtener su primer título en la categoría, de la mano del piloto Agustín Canapino, quien había competido en el segundo semestre del año 2010 en seis carreras, ganado cinco de las mismas y terminando al tope de las posiciones. 
Sin embargo, este título recién se oficializó a inicios de la Temporada 2011, ya que originalmente se tenía pensado correr un torneo entre 2010 y 2011, hacho que quedara truncado a causa del cambio de fiscalizador por parte de la categoría. Finalmente, el torneo recibió el nombre de Torneo Clausura 2010 y terminó siéndole adjudicado a Canapino, quien de esta manera le dio su segundo título a la marca alemana.
Actualmente, esta marca se desempeña con exclusividad en el Top Race V6, donde con su modelo Clase C, acapara aproximadamente el 50% del parque automotor, siendo uno de los modelos más elegidos por los pilotos para competir en dicha categoría.

## Palmarés

### Top Race Original
| Título  | Categoría | Piloto              | Automóvil             | Año  |
| ------- | --------- | ------------------- | --------------------- | ---- |
| Campeón | Top Race  | Juan María Traverso | Mercedes-Benz Clase C | 1998 |

### TRV6
| Título  | Categoría | Piloto           | Automóvil             | Año                  |
| ------- | --------- | ---------------- | --------------------- | -------------------- |
| Campeón | TRV6      | Agustín Canapino | Mercedes-Benz Clase C | Torneo Clausura 2010 |
| Campeón | TRV6      | Agustín Canapino | Mercedes-Benz Clase C | 2011                 |

## Pilotos ganadores con la marca en TRV6
- Rafael Morgenstern
- Mariano Altuna
- Juan Manuel Silva
- Sebastián Diruscio
- Matías Rossi
- Juan Cruz Álvarez
- Juan Bautista De Benedictis
- Gabriel Furlán
- Agustín Canapino